# Pierre Rezus
Pierre Rezus (Utrecht, 25 november 1980) is een Nederlandse cameraman en regisseur.
Na het Stedelijk Gymnasium Nijmegen] studeerde Rezus een jaar Antropologie aan de Universiteit van Amsterdam. Van 2001 tot 2006 studeerde hij vervolgens aan de Nederlandse Filmacademie van de Amsterdamse Hogeschool voor de Kunsten (AHK). Zijn specialisaties waren Film en documentaires. Nadien deed hij nog een studie klinische psychologie aan de Universiteit van Amsterdam. Rezus is bestuurslid van het Nederlands Genootschap van Cinematografen (NSC).

## Cameraman
Als cameraman werkt hij mee aan documentaires. Naast veel losse opdrachten werkte Rezus voor VPRO-programma’s als Tegenlicht, De Hokjesman, Labyrint en In Europa (2007-2009). Voor de Humanistische Omroep Medialogica en voor de NTR Iedereen Verlicht. Ook werkte hij voor de EO, IKON en IDTV.
Zijn eerste optreden in de filmindustrie was in zijn studietijd een bijdrage aan Minoes.
Als cameraman werkte hij mee aan films die te zien waren op het Nederlands Filmfestival, zoals Dear Oprah: Non-voting America's Wildest Dream (2008), Blinde liefde (2013), Nog even langs de fotograaf (2015) en De majorette koning van het Noorden (2016) 
Als regisseur werkte hij in 2006 aan Van Gogh los.

## Erkenning
Voor zijn camerawerk in de aflevering In Europa, zwijgen als het graf (VPRO) won hij De Tegel 2020 in de categorie Storimans.  In deze aflevering werd met een aantal mensen uit Bosnië teruggekeken op de oorlog in dat land.

## Prijs
- De Tegel 2021